# Masao Yabe
Masao Yabe (Japans: 矢部政男, Yabe Masao) (Yokohama, 1952) is een Japans componist, fluitist en dirigent.

## Levensloop
Yabe speelde in een harmonieorkest van brandweer in Yokohama City, na het afronden van de Kaijou Zushi Middelbare School studeerde hij. Aansluitend speelde hij dwarsfluit in de Japanese Air Self-Defense Force Band. In de tijd dat hij officier was studeerde hij bij Takanobu Saito compositie. Verder studeerde hij bij Soichi Minegishi dwarsfluit, bij Goro Natori compositie en bij Yasutoshi Inamori bewerking voor harmonieorkest.
In 1981 won hij een prijs bij de Sasagawa compositie-wedstrijd met een mars. In 1984 won hij eveneens een prijs bij dezelfde wedstrijd met zijn mars Marine Lady
Als componist schrijft hij vooral voor harmonieorkest.

## Composities

### Werken voor harmonieorkest
- 1989 Facing toward the sun
- 1993 March-April-May, mars[1]
- 1994 Elite of sky
- 1996 Prelude und Fugue
- 2005 Banquet of symphonic dance music
- 2008 Symphonic Dances for Band "Tsuki-no Utage"
- Astra Zeneca
- Blue Impulse, selectie
- Concert March "Sunshine"
- Dolphin in the Sky from "Blueimplus Selection"
- March "Bright Pacific"
- Marine Lady, mars
- Nother Echo, mars
- Overture "flight"
- Walk back

## Media
1. ↑  March-April-May door Ensemble Liberte Wind Orchestra o.l.v. Hisa-atsu Kondo. Gearchiveerd op 16 september 2021.

- Gemeinsame Normdatei: 1089767919
- International Standard Name Identifier: 0000 0000 4544 7878
- Library of Congress Control Number: no2008107836
- MusicBrainz: b173caa6-8872-4e90-9867-4af85404d7e3
- Virtual International Authority File: 12124801
- WorldCat: E39PBJjtdBk7HfBh3C773mHwG3